# 傑弗瑞·史普林斯
傑弗瑞·史考特·史普林斯（英語：Jeffrey Scott Springs，1992年3月25日—），為美國職棒大聯盟的投手，目前效力於運動家，他先前曾效力於遊騎兵、紅襪與光芒等隊。

## 職業生涯

### 德州遊騎兵
2018年7月31日，史普林斯登上大聯盟。該年他拿下1勝1敗，防禦率3.38。隔年他拿下4勝1敗，防禦率6.40，他在球季最後兩個月因左二頭肌發生肌腱炎而提前休息。
2019年12月2日，史普林斯被指定讓渡，不過他後來又很快和遊騎兵續簽小聯盟約。

### 波士頓紅襪
2020年1月15日，遊騎兵將史普林斯交易到紅襪，換來Sam Travis。他在紅襪的初登板僅投1.1局便狂失5分。整季他都以後員身分出賽，吞下2敗，防禦率7.08。2021年2月16日，紅襪簽下澤村拓一，於是將史普林斯給指定讓渡。

### 坦帕灣光芒
2021年2月17日，紅襪將史普林斯和Chris Mazza交易到光芒，換來Nick Sogard和Ronaldo Hernández。該年他拿下5勝1敗，防禦率為3.43。8月16日，他因為右膝前十字韌帶撕裂進行手術，導致球季報銷。
2022年，他拿下9勝5敗，防禦率2.46為生涯最佳。2023年1月25日，史普林斯與光芒續簽4年3100萬美元的合約。4月22日，他進行湯米約翰手術，再度球季提前報銷。2024年7月28日，史普林斯傷癒回歸，整季他拿下2勝2敗，防禦率3.27。

### 運動家
2024年12月14日，光芒將史普林斯和Jacob Lopez交易到運動家，換來Joe Boyle、Will Simpson、Jacob Watters和2025年的A輪平衡選秀權。

## 外部連結
- 球員資訊和成績在MLB ，ESPN ，Retrosheet ，Baseball Reference ，Baseball Reference (Minors) ，Fangraphs ，The Baseball Cube （英文）
- 傑弗瑞·史普林斯的X（前Twitter）